# Горации и Куриации

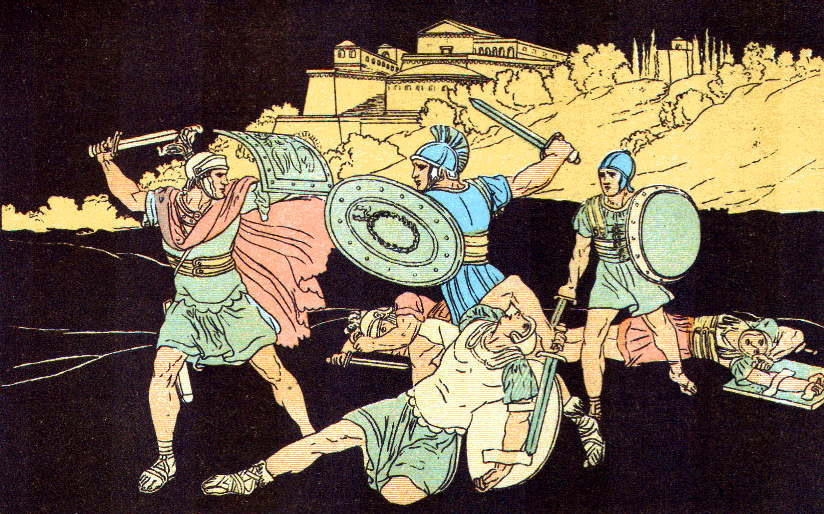
Иллюстрация А. Дж. Черча (1896)

Горации и Куриации (лат. Horatii et Curiatii) — легендарные персонажи истории царского Рима VII века до н. э.
По легенде, трое братьев из римского рода Горациев были выбраны, чтобы сразиться с тремя лучшими воинами враждебного Риму города Альба-Лонга — братьями Куриациями, чтобы боги указали, кто из городов должен стать гегемоном. Победителем и единственным выжившим стал Публий Гораций. Позже он убил свою сестру, невесту одного из противников, за то, что она его оплакивала.

## Легенда
История известна в пересказе Тита Ливия (I, 24-26). Второй подробный источник об этой истории — Дионисий Галикарнасский (Римские древности, III. 2-31). (Также см.: Аппиан, liber Regius fragm. VII; Аврелий Виктор; Публий Анний Флор, Epitomae rerum Romanarum, I,1; Псевдо-Плутарх, Иоанн Лид, De Mensibus, 4,1).
В конце VII века до н. э., Рим вступил в войну с городом Альба-Лонга. Прежде чем армии сошлись в открытом поле, альбанский диктатор Меттий Фуфетий на переговорах с римским царем Туллом Гостилием (период правления 672—642 гг. до н. э.) решил выявить победителя поединком.
Так состоялось легендарное сражение между тремя братьями Горациями и тремя братьями Куриациями. Тит Ливий отмечает, что существует путаница, которые из них были римлянами, а кто альбанцами, добавляя «но большая часть, насколько я могу судить, зовет римлян Горациями, к ним хотелось бы присоединиться и мне». Эта традиция устоялась.
По легенде, все они были тройняшками, причем Горации и Куриации являлись двоюродными братьями — их матери были сестрами-близняшками из Альба-Лонги, дочерьми человека по имени Сикиний. Также они были молочными братьями. Согласно Дионисию, то, что обе стороны могли выставить совершенно одинаковых поединщиков, сочли знаком провидения, поскольку это создавало совершенно одинаковые условия и, таким образом, давало возможность божеству прямо показать, кому оно благосклонно. Также Дионисий (рассказ которого более подробен и многословен) пишет, что у обоих тройняшек спрашивали, готовы ли они ради отчизны пойти на убийство столь близких родичей. У Горациев была сестра, она была невестой одного из Куриациев. Тит Ливий и Дионисий именуют её «Горация». (В поздних пересказах её иногда назвали «Камиллой», также традиция Нового времени упоминает Сабину из Куриациев как жену одного из Горациев — вероятно, это идет с трагедии Корнеля 1640 года).
В начале схватки все трое Куриациев были ранены, а двое римлян погибли. Последний выживший Гораций (по имени Публий) преднамеренно обратился в бегство. Раненые Куриации побежали за ним, но из-за ран они двигались с разной скоростью, и это позволило Публию сразиться с каждым по отдельности и убить всех троих. Проигравшая сторона — Альба-Лонга, была вынуждена вступить в наступательный союз с Римом против этрусков. (Позже Альба-Лонга была уничтожена римлянами, а ее знатные роды, в том числе род Куриациев, был переселен в Рим).

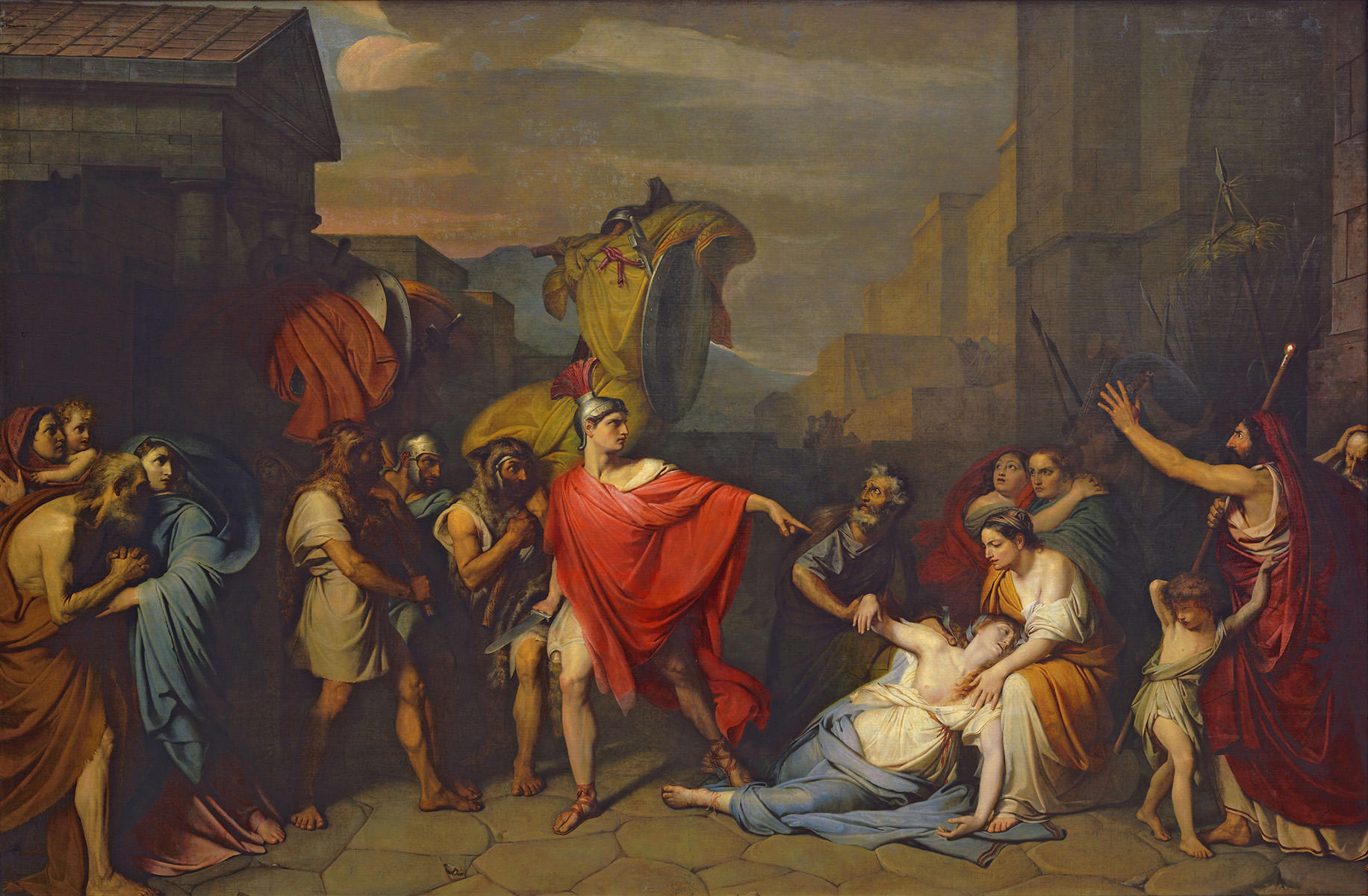
Федор Бруни. Смерть Камиллы, сестры Горация. 1824

Выживший Публий Гораций снял три доспеха с павших кузенов и с этим трофеем пошел в Рим. Перед Капенскими воротами его встретила сестра Горациев (невеста павшего Куриация). Увидев чужие доспехи и сотканный ею же для жениха плащ (paludamentum) в руках брата, она заплакала. И тот заколол её мечом со словами: «Отправляйся к жениху с твоею не в пору пришедшей любовью! Ты забыла о братьях — о мертвых и о живом, — забыла об отечестве. Так да погибнет всякая римлянка, что станет оплакивать неприятеля!». Его отец, одобрив убийство дочери, не позволил похоронить её в усыпальнице предков. «Лишь те, кто проходил мимо неё, брошенной в месте смертоубийства, приносили камни и хоронили убиенную в земле как тело, лишенное должного погребения».
По Титу Ливию, это преступление вызвало большое негодование римлян. Публий Гораций за убийство сестры сначала был поставлен перед царем, но тот не стал судить героя самолично и делегировал полномочия: убийца был приговорён дуумвирами к смертной казни. Но затем Гораций попросил передать свое дело далее, по обычаю, «на рассмотренье народа». На народном суде Публий Гораций-отец объявил, что «дочь свою он считает убитой по праву: случись по-иному, он сам наказал бы сына отцовскою властью». Также этот отец, только что потерявший двух сыновей, попросил не лишать его последнего отпрыска. Народ смягчился: «его оправдали скорее из восхищения доблестью, нежели по справедливости». Отцу повелели искупить проступок сына искупительной жертвой, он совершил особые очистительные жертвоприношения, которые с той поры были завещаны роду Горациев, и заставил сына пройти под ярмом. Род Горациев с той поры был назначен отправлять культ Юноны Сорории («сестринской») и Януса Куриация; впоследствии этот культ стал государственным.
Дионисий пишет, что из-за этой истории у римлян принят закон, действовавший и в его время: «чтобы те, у кого родится тройня, получали пропитание на них вплоть до достижения ими совершеннолетия из общественной казны».

### География Рима

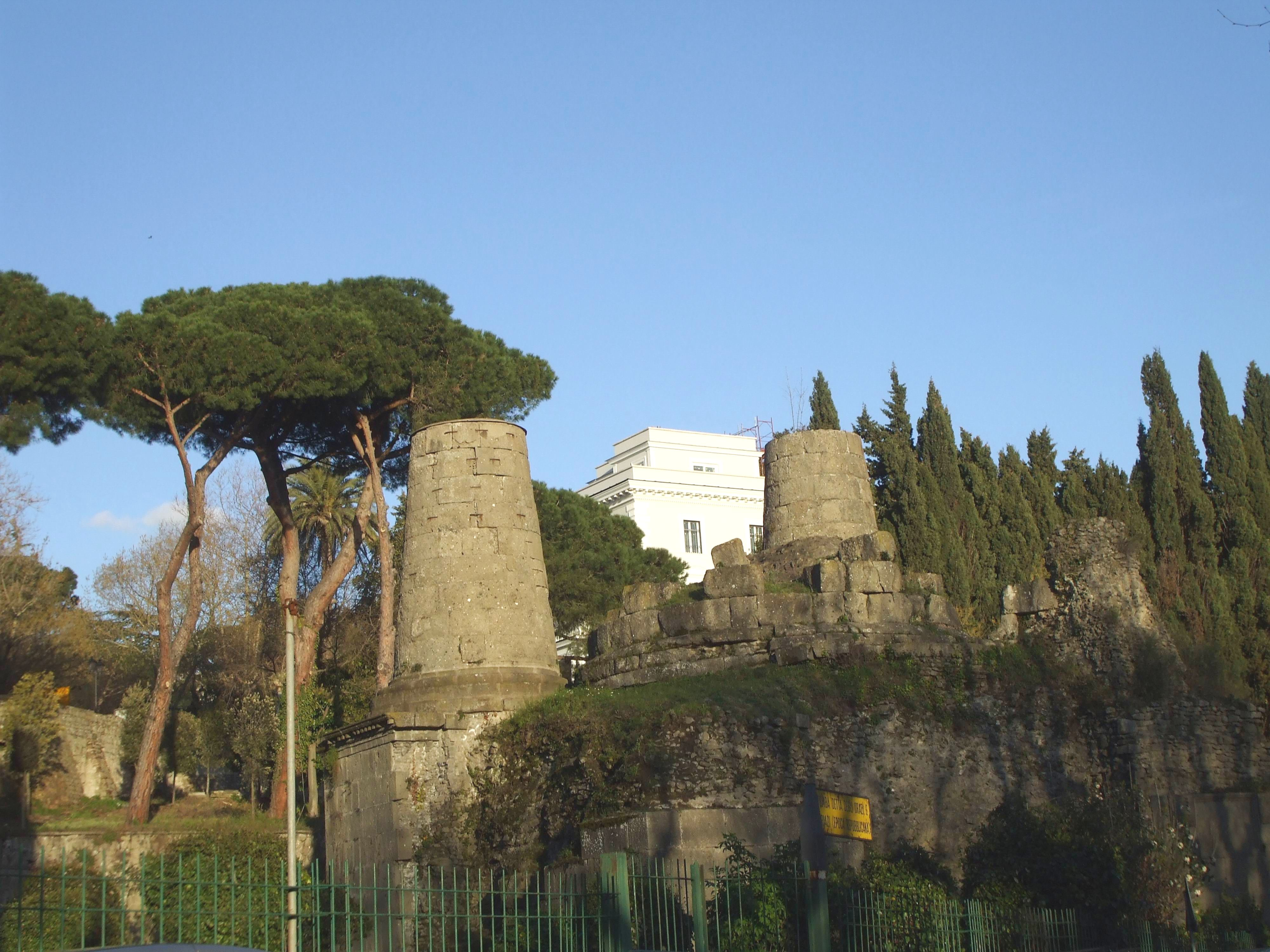
Гробницы Горациев и Куриациев

Легенда была тесно связана со многими локациями в историческом Риме.
- Лагерь альбанцев был у стен Рима, на месте, которое потом называли «Клуилиев ров» (по имени Клуилия, последнего царя Альба-Лонги).
- Гробницы Горациев и Куриациев, по словам Ливия, можно было видеть ещё в его время: «на тех самых местах, где пал каждый: две римские вместе, ближе к Альбе, три альбанские поодаль, в сторону Рима, и врозь — именно так, как бойцы сражались»[3]. Это пять могил на границе римской загородной территории по направлению к Альбе Лонге. Две из них находятся рядом, остальные три на некотором расстоянии.
- Доспехи Куриациев были прибиты на месте, которое, по словам Ливия, зовется «Горациевы копья» (pila Horatia) — там же проходил суд над Публием Горацием[3]. По словам Дионисия, это угловая колонна, начинающая одну из колоннад на Римском Форуме.
- Брус, под которым, склонившись, искупительно прошел Публий, также существовал при Тите Ливии, по его словам, его всегда чинили за общественный счет[3]. Он был в узком переулке, ведущем с Карин к улице Vicus Cuprius. Этот брус называли «сестрин брус» (tigillum sororium): современные комментаторы текста пишут, что это ошибочное позднее объяснение названия, и прилагательное «sororium», видимо, происходит не от «soror» — «сестра», но от имени богини Юноны Сорории, покровительницы созревания девушек[3]. Дионисий пишет, что там ежегодно совершали жертвоприношения — под брусом было два жертвенника, Юноны Сорории и Януса Куриация. На двух жертвенниках приносились искупительные жертвы (piacularia sacrificia). Расходы на них несло государство, а исполнение обрядов было возложено на патрицианский род Горациев[6].
- Гробница девушки на месте, где та пала мертвой, при Тите Ливии тоже сохранялась и была сложена из тесаного камня[3].

## Анализ историков
Александр Энман считал историю порожденной сохранившимися географическими объектами и их фольклорными названиями, к которым в историческую эпоху Древнего Рима сочинили объясняющую легенду. Он отмечает, что «суд народного собрания над Горацием возбуждал интерес историков не только со стороны повествовательной, но и со стороны истории правовых древностей. Как видно из передачи Ливия, анналисты представляли этот процесс, как первый образец применение процесса perduellionis и народного судопроизводства (provocatio ad populum)». Британская энциклопедия указывает, что история, вероятно, была придумана для объяснения существующих юридических или ритуальных практик. Например, для обоснования традиции, которая предоставляла каждому осужденному римлянину право обратиться к народу. Или же для объяснения ритуала Tigillum sororium.
Иван Нетушил, вслед за Шёне, отмечает, что данная история — в числе других сюжетов Тита Ливия — отличается таким сильным драматизмом, поскольку она является переработкой несохранившегося драматического произведения.
По мнению Жоржа Дюмезиля, который посвятил теме отдельную монографию, это не история, а миф, и этот миф восходит к индоевропейской традиции, структурно соответствуя, например, истории о битве Кухулина с тремя сыновьями Илсуанах, мифу о нарте Батрадзе. Он указывает, что многочисленные упоминания в римской легендарной истории фигур, носящих имя «Гораций» (например, история о Горации Коклесе) имеют общую черту. Все повествования касаются одиночных бойцов, совершающих подвиги необычайного мастерства. Повторение этих историй, предполагает Дюмезиль, указывает на остатки ритуальной функции. Кроме того, согласно его анализу, индоевропейские битвы характеризуются использованием контролируемой направленной ярости — furor (fureur transfigurante), и именно благодаря впадению в эту ярость в итоге Публий Гораций побеждает в поединке (а потом, не отойдя от этой ярости, убивает сестру). Легенда о Горации рассказывает об использовании состояния furor ранними римскими воинами, с развитием военного дела и ростом профессиональной армии эта функция была подавлена. Этот сдвиг стал возможен благодаря ритуальной субструктуре, сначала с помощью инициирующего ритуала, который давал силу фурора посвящяемому, а затем в «ликвидации фурора путем погружения», последовавшего за его использованием. Обряд Tigillum sororium, повторяемый ежегодно в октябре, — предположительно родственен ритуалу очищения, проводимому римскими армиями, возвращающимися в город после летней кампании. Историю со встречей сестрой Публия у ворот он объясняет параллелью из мифа о Кухулине: там его выводят из состояния боевой ярости (гэльского ferg), тем, что его встречают раздетые девушки. Кухулин смущенно отводит глаза, и в этот момент его скручивает родня и остужает холодной водой. Он исследует структурные соответствия между рассказами о битве против «тройного противника» в римской, индоевропейской, индоиранской и индейской канадской мифологии. Тройной противник часто представлен как три брата, но также и как трехголовый монстр в индийской и иранской мифологии. Дюмезиль заключает, что это все — элементы древнего военного мифа об инициации. Он добавляет римский процесс превращения мифа в «историю» также связан с процессом гуманизации. Преображение ярости воина в гнев человека привело к смещению центра тяжести, что спровоцировало разобщение и повторное артикулирование эпизодов. Он утверждает, что убийство Горации является необходимым сюжетным дополнением к поединку, и находит аналоги такой структурной амбивалентности в отношении роли воина в ряде мифов из других индоевропейских культур. Как во многих других мифах, герой становится одновременно спасителем государства и убийцей.
Эндрю Фельдхерр, анализируя историю сложения римской концепции родины (патрии) и патриотизма, приходит к выводу, что эта история является одной из ключевых в конструировании этой идеи для римлян. Он указывает, что рассказ Ливия о тревоге зрителей, наблюдающих за поединком, восходит к очень известной литературной модели — описанию Фукидидом битвы в гавани Сиракуз, где сухопутные армии могут только наблюдать за тем, как морской бой решает их судьбу. Однако Ливий, в отличие от Фукидида, пожертвовал правдоподобием: в греческом рассказе зрители переживают, поскольку не видят полностью всю ситуацию и не знают, что происходят, римские же наблюдатели в курсе всего поединка. Ученый указывает, что когда Гораций убивает сестру, нация отворачивается от него. Первоначально конфликт между Публием и сестрой, по-видимому, основан исключительно на противостоянии семьи и государства, которое, в свою очередь, зависит от гендерных различий: женщина рассматривает событие только с точки зрения семейных связей и личной привязанности, в то время как армия, состоящая только из мужчин, защищает перспективы нации. Сам акт убийства сестры нарушает как законы государства, так и структуру власти в семье: только отец семейства обладает законным правом на жизнь и смерть над ней. Однако по мнению брата, девушка одинаково не верна семье и государству. Отказ девушки от своих братьев из-за верности своему будущему мужу выражает потенциальный конфликт для любой римской невесты в тот момент, когда она переходит из семьи своих братьев в подчинении своего свекра; и в этом отношении действия героини можно понимать как иллюстрацию напряженности, которая лежит исключительно в сфере семьи. Гораций и его сестра движимы различными семейными ориентирами. Также он пишет, что тройняшки выступали в роли и жрецов и жертвоприношения.
По мнению историка А. Коптева, поскольку римляне изначально считались тоже выходцами из Альба-Лонги, поединок, возможно, знаменовал некий перелом в развитии родовых отношений. Гентилиции обоих противников, при этом, указывают на связь с сабинами: «Горации» восходят к имени богини Горы (аналог Юноны), «Куриации» имеют много родственных слов в сабинском языке. «Вероятно, в этом кроется причина растерянности традиции при определении родины поединщиков».
Коптев пишет, что то совпадение, что обе группы поединщиков были ровесниками и близнецами — вероятно, является результатом поздней литературной обработки. Вероятней, братья (если они существовали) были просто рождены с небольшим интервалом. Существует предположение, что они также принадлежали к особо привилегированной группе детей своих родителей («триада социальных детей»), что было связано с передачей титула рекса. «Видимо, это были не случайные воины, а либо реальные представители младшего поколения правящих в Риме и Альбе династий, либо их священные заместители, на что указывает сакральная связь и тех, и других с Юноной. Призом за победу была царская власть в Риме». Исследователь предполагает, что причиной войны были не кражи скота, а конец 24-летнего срока правления римского царя Тулла Гостилия, по окончании которого он должен был передать корону своему преемнику. Таковым должен был стать один из альбанских Куриациев, помолвленный с сестрой Горациев. Однако, продолжая линию Ромула на связь с сабинами, Тулл Гостилий отказался то ли сложить с себя власть (вероятно, ориентируясь на прецедент Ромула и Нумы), то ли не хотел передавать её имевшему на неё право представителю альбанцев. Поединок должен был объявить волю богов. Но форма поединка была избрана соответствующая социально-потестарным представлениям эпохи. Победа Горациев исключила триаду Куриациев из числа претендентов на роль римского рекса и обеспечила Туллу Гостилию продолжение царствования ещё на одно восьмилетие.
Наконец, Коптев указывает, что фигура сестры Горациев и тема её помолвки также, по одной из версий, связана с вопросом передачи царской власти, которая производилась через брак. Женитьба наследника рассматривалась как главный ритуал принятия титула, носителем которого по закону являлась его жена. Матери обоих тройняшек, возможно, имели особенное положение — их дети являлись наследниками царских титулов: «альбанские юноши в качестве „женихов“ римских „невест“ в Риме, а римские — в Альбе. По завершении 24-летнего срока старшей триады в Риме власть должна была перейти от поколения матерей к поколению дочерей, первой представительницей которого была Горация». Её мужем и римским рексом должен был стать один из Куриациев. Тулл Гостилий мог это не допустить, во-первых, физическим устранением жениха, во-вторых, не дав девушке выйти замуж вообще. «С точки зрения правовых норм архаики, убивая сестру, Гораций таким образом обеспечивал право на титул своему будущему сыну», которое мог узурпировать потенциальный сын его сестры. У латинских авторов не упоминается, чтобы кто-то из Горациев женился на девушке из Куриациев, таким образом, это не «перекрестно-кузенный брак». Возможно, это «трехродовой союз», тогда третий род в этой брачной системе — Гостилии (род царя). «Тулл Гостилий, видимо, был женат на одной из Гораций и дети её „брата“ — близнецы Горации — были его племянниками, то есть более близкими в ту пору наследниками, чем родные сыновья. В этом случае правовая нагрузка легендарного убийства сестры Горацием-победителем состояла в том, что оно прерывало женскую линию включенного в кольцевой союз царского рода». Следующим царем стал Анк Марций, женившийся на дочери Тулла Гостилия. Сам Гораций, осквернив себя убийством сестры, уже не мог претендовать на титул царя.

## В искусстве
Изобразительное искусство:
- «Клятва Горациев» — картина Жака-Луи Давида. (В античных источниках нет рассказа о такой клятве).
- «Смерть Камиллы, сестры Горация» — картина Федора Бруни. Сам автор назвал свою картину «Триумф Горация и смерть сестры его».
- Зал Горациев и Куриациев в Капитолийских музеях, фрески[15].
- Знаменитые античные скульптуры Умирающий галл, Гигант, Амазонка и Перс после находки в XVI веке считались изображением Горациев и Куриациев[16].

Театр, кино:
- «Гораций» — трагедия Корнеля (1640)[17]. (Перевод Н. Рыковой).
- «Горации» — опера Сальери (1786)
- «Горации и Куриации» — опера Чимарозы (1796)
- «Горации и Куриации» — опера Саверио Меркаданте (1846)
- «Горации и Куриации» — пьеса Бертольта Брехта
- «Горации и Куриации» («Дуэль чемпионов») — фильм 1961 года (Италия, Югославия)